# Nikola Jovanović (football)
Pour les articles homonymes, voir Nikola Jovanović.
Nikola Jovanović, né le 18 septembre 1952 à Cetinje en RFS de Yougoslavie, aujourd'hui ville de Monténégro, est un footballeur international yougoslave. Il évoluait au poste de défenseur.

## Biographie

### En club
Avec le club de Manchester United, il dispute 21 matchs en première division anglaise, inscrivant 4 buts.
Avec l'équipe de l'Étoile rouge de Belgrade, il remporte deux titres de champion de Yougoslavie. Il dispute 9 matchs en Coupe d'Europe des clubs champions avec l'Étoile rouge. Il atteint les quarts de finale de cette compétition en 1974, en étant éliminé par le club espagnol de l'Atlético Madrid.
Avec l'Étoile rouge, il est également finaliste de la Coupe de l'UEFA en 1979, en étant battu par le Borussia Mönchengladbach.

### En équipe nationale
Nikola Jovanović reçoit 7 sélections en équipe de Yougoslavie entre 1979 et 1982, sans inscrire de but.
Il joue son premier match en équipe nationale le 1er avril 1979 contre Chypre, dans le cadre des éliminatoires du championnat d'Europe 1980.
Il est retenu par le sélectionneur Miljan Miljanić afin de participer à la Coupe du monde 1982 organisée en Espagne. Lors du mondial, il joue trois matchs : contre l'Irlande du Nord, l'Espagne et le Honduras.

## Palmarès
- Finaliste de la Coupe de l'UEFA en 1979 avec l'Étoile rouge de Belgrade
- Champion de Yougoslavie en 1977 et 1980 avec l'Étoile rouge de Belgrade
- Finaliste de la Coupe de Yougoslavie en 1980 avec l'Étoile rouge de Belgrade